# جزیره مجنون

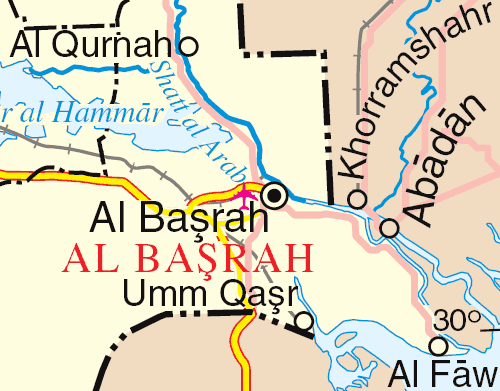

جزیره مجنون جزیره‌ای در جنوب عراق، در استان بصره است که در نزدیکی میدان نفتی مجنون و شهر قرنه قرار دارد. دو رود دجله و فرات در نزدیکی این منطقه به هم می‌پیوندند و سرچشمه اروندرود را پدیدمی‌آورند. جزیرهٔ مجنون، به‌عنوان یک زیربنا برای احداث خط لوله انتقال نفت، با استفاده از ماسه و خاک، ساخته شده‌است. این منطقه در جنگ ایران و عراق توسط هواپیماهای عراق بمباران شیمیایی شد.
این منطقه جمعاً دویست کیلومتر مربع مساحت دارد و از آن جهت جزیره خوانده می‌شود که در میان رودخانه‌ها و کانال‌های آب محصور است.